# Grenadas herrlandslag i fotboll
Grenadas herrlandslag i fotboll spelade sin första match den 13 oktober 1934, då man vann hemma med 2-1 mot Brittiska Guyana (senare Guyana).

## Historik
Grenadas fotbollsförbund bildades 1924 och är medlem av Fifa och Concacaf.

### VM
- 1930 till 1978 - Deltog ej
- 1982 - Kvalade inte in
- 1986 - Drog sig ur
- 1990 - Deltog ej
- 1994 - Deltog ej
- 1998 - Kvalade inte in
- 2002 - Kvalade inte in
- 2006 - Kvalade inte in
- 2010 - Kvalade inte in
- 2014 - Kvalade inte in

I kvalet till VM i Tyskland 2006 slog man först ut Guyana efter två vinster, men förlorade sedan båda matcherna med USA.

### CONCACAF mästerskap
- 1963 till 1977 - Deltog ej
- 1981 - Kvalade inte in
- 1985 - Deltog ej
- 1989 - Deltog ej
- 1991 - Deltog ej
- 1993 - till 2007 - Kvalade inte in
- 2009 - Gruppspel
- 2011 - Gruppspel
- 2013 - Kvalade inte in

### Karibiska mästerskapet
- 1989 - 2:a plats
- 1990 - Första omgången
- 1991 - Deltog ej
- 1992 - Kvalade inte in
- 1993 - Kvalade inte in
- 1994 - Kvalade inte in
- 1995 - Kvalade inte in
- 1996 - Kvalade inte in
- 1997 - 4:e plats
- 1998 - Kvalade inte in
- 1999 - Första omgången
- 2001 - Kvalade inte in
- 2005 - Kvalade inte in
- 2007 - Kvalade inte in
- 2008 - 2:a plats
- 2010 - 4:e plats
- 2012 - Kvalade inte in
- 2014 - Kvalade inte in

Grenada förlorade den första finalen mot Trinidad och Tobago med 1-2.

### Övriga turneringar
Vann Windward Islands-turneringen, 2001, på hemmaplan efter finalseger (2-0) över Saint Vincent och Grenadinerna.

## Kända Profiler
- Jason Roberts